# Star Trek II: Der Zorn des Khan
Star Trek II: Der Zorn des Khan (Originaltitel Star Trek II: The Wrath of Khan, englisch für „Der Zorn von Khan“) ist ein US-amerikanischer Science-Fiction-Film aus dem Jahr 1982. Er basiert auf der populären Fernsehserie Raumschiff Enterprise (Originaltitel Star Trek) und setzt deren 1966 von NBC ausgestrahlte Episode Der schlafende Tiger (Originaltitel Space Seed) etwa 15 Jahre später im Kino fort: Khan, ein durch Eugenik entstandener Mensch, entkommt seinem Exil und will sich an James T. Kirk für seine Verbannung rächen. Er bemächtigt sich der Genesis-Technologie, die gleichzeitig Leben erschaffen und zerstören kann, und will schließlich durch deren Missbrauch Kirk mit in den Tod reißen.
Der Regisseur und Drehbuchautor Nicholas Meyer definierte mit dem Produzenten Harve Bennett Star Trek für das Kino neu. Die Atmosphäre sollte wirklichkeitsnäher und militärischer sein als im Vorgängerfilm. Insbesondere thematisierte er das fortgeschrittene Alter der Hauptdarsteller. Vor der Veröffentlichung sorgte der Filmtod der beliebten Figur Mr. Spock für große Aufmerksamkeit und Proteste von Fans. Auch Serien-Erfinder Gene Roddenberry stemmte sich gegen einige Ideen des Projekts. Der Erfolg der Produktion bei Publikum und Kritik garantierte weitere Fortsetzungen und bewog den Spock-Darsteller Leonard Nimoy zu seinem Verbleib bei der Filmserie. Heute gilt Star Trek II als eine der gelungensten und innerhalb Star Treks einflussreichsten Leinwandadaptionen. 2024 erfolgte die Aufnahme in das National Film Registry.

## Handlung
Die Besatzung des Föderationsraumschiffs Reliant ist im 23. Jahrhundert auf der Suche nach einem unbelebten Planeten, der für einen Test des Genesis-Projekts geeignet ist. Das geheime Vorhaben, unter der Leitung von Dr. Carol Marcus und ihrem Sohn Dr. David Marcus entwickelt, soll durch Terraforming tote Planeten in zur Besiedlung geeignete Welten verwandeln. Bei der Erkundung eines Wüstenplaneten stoßen Captain Terrell und sein erster Offizier, Commander Chekov, auf Khan, einen durch Eugenik entstandenen Menschen. Er und seine Gefolgsleute sind fünfzehn Jahre zuvor von Captain Kirk auf diesem Planeten ins Exil verbannt worden. Khan macht Chekov und Terrell mit bewusstseinsverändernden Parasiten gefügig, die durch das Ohr ins Gehirn der beiden Gefangenen kriechen, und kapert die Reliant, um die Genesis-Technologie in seine Gewalt zu bekommen und Rache an Kirk zu üben.
Der alternde Admiral Kirk befindet sich unterdessen auf Inspektion an Bord seines einstigen Raumschiffs Enterprise, auf dem unter seinem Freund Captain Spock Kadetten ausgebildet werden. Als Dr. Carol Marcus einen Hilferuf sendet, übernimmt Kirk das Kommando. Auf dem Weg zur Wissenschaftsstation trifft die Enterprise auf die Reliant, die plötzlich das Feuer eröffnet. Obwohl sein Raumschiff schwer beschädigt ist, gelingt es Kirk, indem er aus der Ferne die Kontrolle über die Computer der Reliant übernimmt, den wieder aufgetauchten Erzfeind Khan kampfunfähig zu machen und ihn in die Flucht zu schlagen.
Auf der Raumstation angelangt, findet Kirk einen Großteil der Wissenschaftler ermordet vor. Terrell und Chekov ließ Khan zwar lebend, aber offenbar traumatisiert zurück. Auf der Suche nach Dr. Carol Marcus und der in einem Torpedo untergebrachten Genesis-Vorrichtung lässt sich Kirk mit seinem Außentrupp in das ausgehöhlte Innere des nahen Planetoiden Regula beamen. Dort trifft er nicht nur Dr. Carol Marcus, mit der er vor Jahren eine Beziehung hatte: Er wird erstmals mit dem gemeinsamen Sohn David konfrontiert, der Kirk die Schuld an der Situation gibt. Terrell und Chekov versuchen im Auftrag Khans mit Waffengewalt, von Kirk und Dr. Carol Marcus die Genesis-Technologie zu erpressen. Terrell schafft es jedoch mit äußerster Anstrengung, sich dem willenskontrollierenden Einfluss des Parasiten zu widersetzen, die Waffe auf sich selbst zu richten und sich zu erschießen; Chekov wird unter den ihm von dem Parasiten zugefügten Schmerzen ohnmächtig, daraufhin verlässt der Parasit den am Boden liegenden Chekov durch das blutende Ohr.
Tatsächlich offenbart sich das Planeteninnere als fruchtbare Landschaft: In der Höhle wurde das Genesis-Projekt erfolgreich getestet. Auch ist die Enterprise nicht so stark beschädigt, wie Khan glauben gemacht wurde: Captain Spock kann Kirk und die anderen bald an Bord beamen. Kirk lockt die Reliant mit dem rachsüchtigen Khan an Bord in den Mutara-Nebel, der die wichtigsten Sicherheitsfunktionen beider Raumschiffe außer Kraft setzt: Nur so ist die angeschlagene Enterprise der technisch überlegenen Reliant ebenbürtig.
Dank Kirks größerer Erfahrung kann die Enterprise die Reliant besiegen. Doch als der schwer verwundete Khan das Genesis-Projektil aktiviert, um Kirk mit sich in den Tod zu reißen, kann nur die Selbstlosigkeit Spocks das Raumschiff und seine Besatzung retten: Er repariert den Reaktor, damit die Enterprise rechtzeitig mit Warpgeschwindigkeit vor der Explosion flüchten kann. Zuvor vermittelt Spock allerdings dem Schiffsarzt Doktor McCoy mithilfe einer Gedankenverschmelzung seine Seele („die Katra“). Spock stirbt aufgrund der ionisierenden Strahlung des Reaktors. Er wird auf dem durch die Explosion des Genesis-Projektils neu geschaffenen Planeten beigesetzt.
Vor dem Abspann spricht Spock aus dem Off: „Der Weltraum bleibt die große Herausforderung. Das Raumschiff Enterprise stößt auf seinen Reisen in immer neue Gebiete vor. Es bleibt seine Aufgabe, ungewöhnliche neue Welten zu erkunden, auf die Suche zu gehen nach neuen Lebensformen. Mutig stößt die Enterprise dorthin vor, wo noch kein Mensch gewesen ist.“

## Produktionsgeschichte

### Drehbuchentwicklung

#### Neuer Produzent
Als lang erwartete Produktion hatte sich der Vorgängerfilm Star Trek: Der Film zum großen kommerziellen Erfolg entwickelt. Doch das künstlerische Ergebnis enttäuschte Publikum wie Kritik. Die Studioleitung Paramounts beschloss dennoch, einen zweiten, auf der Fernsehserie Star Trek basierenden Film zu produzieren. Erst als Fernsehfilm geplant, sollte es schließlich doch eine weitere Kinoproduktion sein. Die Herstellungskosten durften allerdings mit rund elf Millionen Dollar nur etwa ein Viertel des für Star Trek: Der Film aufgewandten Budgets betragen. Gene Roddenberry, Schöpfer Star Treks, musste seine Stelle als Produzent räumen, da das Studio ihn für das überzogene Budget und die schlechte Rezeption verantwortlich machte. An seine Stelle trat Harve Bennett. Der erfahrene Produzent von Fernsehserien wie Der Sechs-Millionen-Dollar-Mann versprach, das knappe Budget einzuhalten und den neuen Film spannender zu gestalten.
Bennett hatte bis dahin noch keinen Kinofilm produziert. Er holte sich für die komplexe Aufgabe Unterstützung durch Robert Sallin, einen erfahrenen Produzenten und Regisseur von Werbefilmen. Seiner Unerfahrenheit mit Kinoproduktionen war es geschuldet, dass er Sallin vertraglich den Titel des Producers zusicherte und sich selbst als weniger bedeutenden Executive Producer einsetzte: Letztere Position ist nur bei Fernsehproduktionen die wichtigere. Weil er Star Trek kaum kannte, ließ sich Bennett nach eigenen Angaben alle Folgen der Fernsehserie zeigen. Bei der Suche nach einem geeigneten Stoff ließ er sich von der Episode Der schlafende Tiger (Space Seed) inspirieren: Ricardo Montalbán spielte darin einen durch Genmanipulation erschaffenen Supermenschen und Tyrannen, der schließlich von Captain Kirk besiegt und mit seinen Gefolgsleuten auf einen Planeten verbannt wird. Diese Geschichte eignete sich laut Bennett ausgezeichnet für eine Fortsetzung. Die starke antagonistische Kraft von der durch Montalban charismatisch verkörperten Figur sollte dem neuen Star-Trek-Film jene Dramatik geben, die dem ersten Film gefehlt hatte.
Für die Ausarbeitung des Drehbuchs zog Bennett den Autor Jack B. Sowards heran. Mit Ideen von Bennett, Robert Sallin und Art Director Michael Minor entstanden mehrere stark unterschiedliche Drehbuchfassungen; Arbeitstitel waren unter anderem: Star Trek: The Omega System, Star Trek: The Genesis Project und Star Trek: Worlds That Never Were. Aus der frühen Phase der Drehbuchentwicklung stammt Bennetts Idee einer Superwaffe der Föderation, des Omega-Systems. Unzufrieden mit dessen rein zerstörerischer Wirkung, entwickelte er daraus mit Mike Minor das Genesis-Projekt zur Erschaffung neuer Welten, das als Waffe missbraucht werden kann.
Dennoch gelang es dem Team nicht, aus den einzelnen, vielversprechenden Elementen eine kohärente Geschichte zu bauen. Auch die Handlungsebene der Khan-Figur blieb weitgehend eine Randerscheinung bei den verschiedenen Fassungen. In der Version des mit Star Trek vertrauten Drehbuchautors Sam Peeples verschwand Khan sogar vollständig aus dem Skript. Das Projekt, dessen Zeitplan weit fortgeschritten war, drohte zu scheitern.

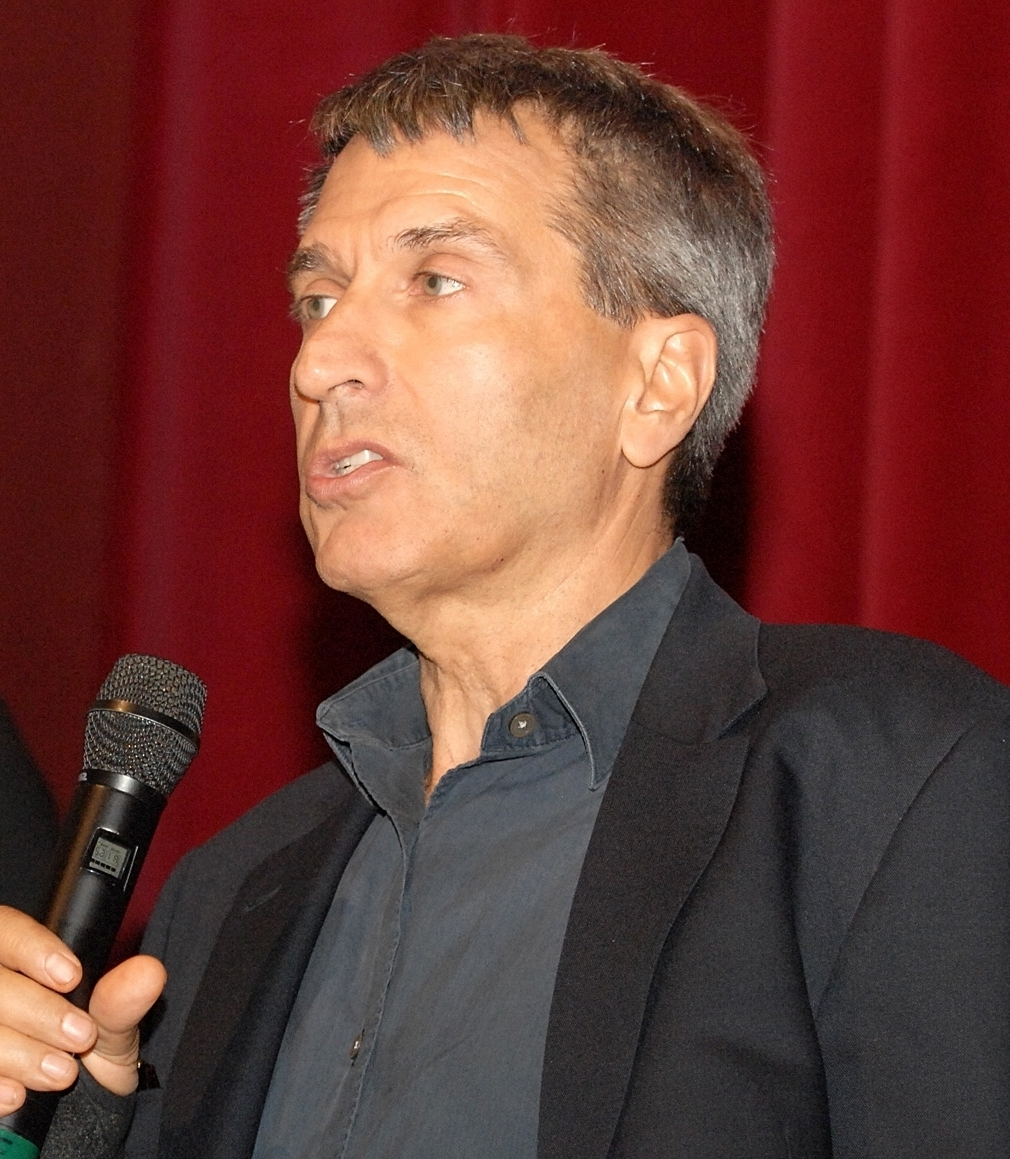
Regisseur Nicholas Meyer (2008)

In dieser Krise stieß Nicholas Meyer zum Projekt. Der junge, erfolgreiche Autor (The Seven Percent Solution) konnte mit Flucht in die Zukunft ein respektables Regiedebüt vorweisen und wurde Bennett durch eine bei Paramount arbeitende Freundin als Regisseur empfohlen. Hoch motiviert, bei einer vergleichsweise großen Produktion die künstlerische Leitung zu übernehmen, bemühte er sich um die Lösung der Drehbuchprobleme: Zusammen mit den Produzenten Bennett und Sallin erstellte er eine Liste vielversprechender Elemente der bisherigen sechs Drehbücher. Aus dieser Aufzählung von Plots, Szenen, Figuren und Dialogzeilen formte Meyer, der die Serie kaum kannte, innerhalb von zwölf Tagen ein weiteres Drehbuch. Weil die Zeit für vertragliche Formalitäten zu knapp war, verzichtete er auf die Nennung als Autor. Später begründete Meyer diese Entscheidung nicht nur mit seiner Naivität: Auf diese Weise befreite er sich auch von zusätzlichem Druck, sollten seine Bemühungen enttäuschen.
Die Produzenten zeigten sich vom neuen Entwurf überzeugt, doch bei einigen Schauspielern regte sich Skepsis. William Shatner wetterte am stärksten gegen das Skript. Meyer legte diesem innerhalb von nur zwei Tagen eine neue Fassung vor, auf die Shatner begeistert reagierte. Die Thematisierung seines beziehungsweise Kirks Alters bereitete Shatner dennoch großes Unbehagen. Bennett und Meyer gelang es schließlich, Shatner umzustimmen und diesen wesentlichen Aspekt des Drehbuchs zu erhalten, doch verschwand jeder Hinweis auf das genaue Alter Kirks aus dem fertigen Skript.

#### Spocks Tod

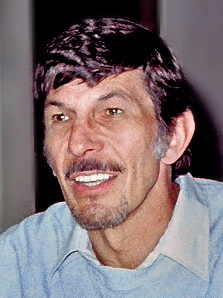
Spock-Darsteller Leonard Nimoy, etwa ein Jahr vor Beginn der Dreharbeiten

Schon früh war Spocks Tod fester Bestandteil des Films. Auf diese Weise gelang es Harve Bennett, den zunächst unmotivierten Leonard Nimoy dafür zu interessieren, die Rolle des beliebten Vulkaniers erneut zu übernehmen. Die Sterbeszene, die als Ausstieg Nimoys aus dem Franchise geplant war, sollte das Publikum unvermittelt in der ersten Hälfte des Films treffen. Die Nachricht von Spocks geplantem Tod drang jedoch an die Öffentlichkeit. Bennett verdächtigte später Gene Roddenberry: Der Schöpfer Star Treks stemmte sich vehement gegen Entwicklungen, die das Projekt nahm; Spocks Tod und die starke Betonung militärischer Elemente wollte er vermeiden. Seine Einwände wurden ignoriert.
Die folgenden Proteste, Boykottaufrufe und vereinzelten Morddrohungen aufgebrachter Fans verunsicherten das Studio jedoch nachhaltig. Bennett reagierte, indem er seinerseits Gerüchte über alternative Enden streute. So konnte er die Proteste eindämmen und das öffentliche Interesse am kommenden Film weiter steigern. Tatsächlich stand ein Abrücken von Spocks Tod nie zur Diskussion. Bennett und Meyer arbeiteten stattdessen die Sterbeszene als Höhepunkt in das Finale des Filmes ein. Zudem ließen sie Spock gleich zu Beginn im Laufe eines Gefechts sterben, das sich kurz darauf als Simulation offenbart. So retteten die Filmemacher nicht nur das Überraschungsmoment der eigentlichen Sterbeszene: Sie waren überzeugt, die Struktur des soliden Drehbuchs signifikant verbessert zu haben. Außerdem wurden Szenen des Films im Trailer so geschnitten, dass (als falsche Spur) der Eindruck entstand, Kirk würde sterben.

### Vorproduktion

#### Produktionsdesign
Das knappe Budget zwang das Produktionsteam zu größtmöglicher Effizienz. So griff es unter der Leitung von Joe Jennings auf Bauten zurück, die für Star Trek: Der Film und die nie realisierte Fernsehserie Star Trek: Phase Two konstruiert worden waren. Unter anderem baute man die Kulisse der Brücke eines klingonischen Raumschiffs aus dem ersten Film zum Torpedoraum der Enterprise um. Im Set der Enterprise-Brücke wurde sowohl die Kobayashi-Maru-Sequenz, als auch die Szenen auf der Brücke der Reliant gedreht. Nur kleine Variationen im Aufbau und im Farbschema sollten den Unterschied der Raumschiffe deutlich machen. Außerdem suchten die Produktionsdesigner im Fundus von Paramount nach verwendbaren Requisiten und Kulissenteilen: Die gemalte Skyline von San Francisco, die durch das Fenster von Kirks Appartement zu sehen ist, stammt aus Flammendes Inferno, das Modell eines Raumschiffs aus Die Eroberung des Weltalls von 1955 fand als Sauerstofftank Einsatz.
Anstelle von Neukonstruktionen benutzte das Team geliehene Filmrequisiten für futuristisch anmutende Geräte, wie sie etwa für das Raumlabor Regula I eingesetzt werden sollten. Die von Meyer initiierten Änderungen an den Bauten mussten sich auf Details beschränken. Besonders gerne ließ er blinkende Leuchtdioden in die Sets einarbeiten, die Betriebsamkeit der Computer vermitteln sollten.
Bei der Gestaltung der Kostüme gewährte ihm Bennett jedoch größtenteils freie Hand. So ließ Meyer von Kostümdesigner Robert Fletcher völlig neue und weit militärischere Uniformen für die Besatzungsmitglieder der Enterprise entwerfen.
Als Schwesterschiff sollte die USS Reliant ursprünglich wie die Enterprise aussehen; allerdings hätte man dann die beiden Raumschiffe bei den geplanten Gefechten kaum auseinanderhalten können. So entwarf Joe Jennings als einzige Neukonstruktion für den Film ein Raumschiff, das vertraute Elemente der Enterprise neu kombinierte. Der Entwurf erreichte Harve Bennett per Post im Ausland. Da er die Blaupause offenbar auf dem Kopf stehend betrachtete und so mit seiner Unterschrift genehmigte, änderten die Designer angesichts des Zeitdrucks den Entwurf entsprechend ab.

#### Besetzung

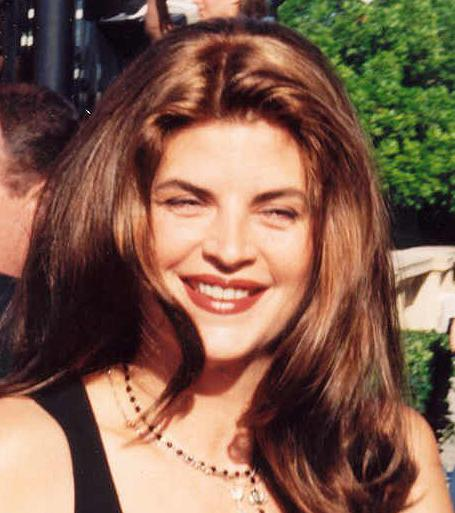
Kirstie Alley (1994)

Ricardo Montalbán gab sich anfangs skeptisch, ob er die Rolle des Khan wieder aufnehmen wollte und konnte. Er spielte zu dem Zeitpunkt seit Jahren die Hauptrolle in der erfolgreichen Fernsehserie Fantasy Island. Khan schien ihm nach einer ersten Lektüre des Drehbuchs als zu unbedeutend. Erst später registrierte er die Wichtigkeit der Rolle.
Neben Bibi Besch, Tochter der österreichischen Schauspielerin Gusti Huber, die Kirks Geliebte spielte, und Paul Winfield als Captain Terrell sticht vor allem Kirstie Alley in ihrer ersten Filmrolle als Lieutenant Saavik aus den neuen Zugängen im Ensemble heraus.

### Dreharbeiten

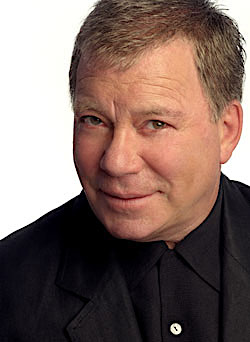
Hauptdarsteller William Shatner (2005)

Die Dreharbeiten begannen unter hoher Geheimhaltung im November 1981. Der Film entstand fast ausschließlich auf dem Studiogelände von Paramount. In der ersten Woche realisierte Meyer Szenen mit Ricardo Montalban. Zwischen dem erfahrenen Filmschauspieler und dem jungen Regisseur entstand das engste Arbeitsverhältnis der Produktion: Montalban, unsicher, in der Rolle des besessenen, übermenschlichen Rächers ernst genommen zu werden, zeigte sich dankbar über Meyers Regieanweisungen. Meist wies Meyer ihn darauf hin, dass Khans Wahnsinn umso stärker wirkte, je weniger Montalban ihn ausdrückte. Obwohl die Feindschaft zwischen Kirk und Khan Angelpunkt des Filmes ist, konnte Montalban Kirk-Darsteller Shatner aufgrund des Drehplans nie sehen oder hören. Stattdessen musste Montalban auf ein Script-Girl hinter der Kamera reagieren, das Shatners Textzeilen las, was Montalban die Arbeit nicht erleichterte.
Über die Kollegialität Montalbans zeigte sich besonders Walter Koenig erfreut, der als Chekov mit ihm den Großteil seiner Drehtage verbrachte. So blieb Koenig über einige Zeit die Egozentrik Shatners erspart, über die sich auch andere Nebendarsteller des Ensembles immer wieder beklagten.
Shatner war außerdem für sein Overacting bekannt. Um die gewünschte Leistung von ihm zu erhalten, wandte Meyer nach eigenen Angaben einen zeitraubenden Trick an: Er ließ wichtige Einstellungen solange wiederholen, bis Shatner müde wurde und die Lust am Spielen verlor. Seine Texte brachte er auf diese Weise geradliniger und glaubwürdiger.

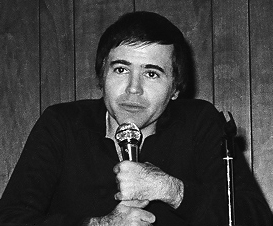
Walter Koenig (1980)

Als besonders anstrengend gestalteten sich die Arbeiten an der Oberfläche des Wüstenplaneten, auf dem Terrell und Chekov auf Khan treffen sollten: Riesige Ventilatoren simulierten einen gewaltigen Sandsturm, der besonders dem Team hinter der Kamera große Probleme bereitete: Es konnte die Luft kaum atmen und musste die fragile Filmtechnik vor eindringendem Sand schützen. Die beiden Schauspieler mussten schwere, luftdichte Raumanzüge tragen, die mit einem Helm verschlossen wurden. Nach jeweils etwa fünf Minuten war deren Atemluft verbraucht. Bei den fertigen Aufnahmen halfen Trickexperten schließlich nach, da der gefilmte Sandsturm allein nicht eindrucksvoll genug wirkte.
Während der Dreharbeiten manifestierte sich Spocks Sterbeszene als emotionaler Höhepunkt: Alle Teilnehmer der Produktion berichten von einer ungewöhnlich bedrückten Stimmung, die am Set im Zuge der Vorbereitung und beim Dreh geherrscht habe. Mitglieder des Produktionsstabes weinten. Leonard Nimoy begann unter dem positiven Eindruck der Dreharbeiten, seine Entscheidung zu bereuen. Harve Bennett, der bereits an eine Fortsetzung dachte, fragte Nimoy nach einer Möglichkeit, die Geschichte um Spock weiterzuspinnen. Nimoy schlug eine „vulkanische Gedankenverschmelzung“ (Mindmelt) zwischen Spock und McCoy vor, die Bennett mit den beiden Darstellern nachdrehte.
Die Hauptdreharbeiten fanden im Januar 1982 ihren Abschluss, als mit William Shatner und DeForest Kelley die Szene in Kirks Appartement realisiert wurde, die zu Beginn im Film zu sehen ist. Rückblickend berichteten alle Beteiligten von einer gelösten Stimmung auf dem Set. Regisseur Meyer zeigte sich mit der professionellen Zusammenarbeit zufrieden.

### Spezialeffekte
Den Zuschlag für die optischen Spezialeffekte erhielt George Lucas’ Industrial Light & Magic (ILM), obwohl Douglas Trumbull mit seiner Firma ein um 1,5 Millionen Dollar günstigeres Angebot offeriert hatte. Paramount hatte bereits in Jäger des verlorenen Schatzes mit ILM gut kooperiert und war an einer weiteren Zusammenarbeit interessiert. Die Arbeit an diesen Einstellungen begann aus Zeitgründen bereits sehr früh während der Produktion und richtete sich streng nach vorgefertigten Storyboards. Die meisten der 150 optischen Effekte entwarf Mike Minor. Aus Kostengründen griff das Team auf Modelle und einzelne Tricksequenzen aus dem Vorgängerfilm zurück, die im Studio von Douglas Trumbull entstanden waren.
Auf den Bau neuer Modelle sollte weitgehend verzichtet werden. Für das Raumlabor Regula I verwendeten die Spezialisten deshalb das vorhandene Modell einer Raumstation aus dem Vorgängerfilm und drehten es von oben nach unten, um es anders erscheinen zu lassen. Das Modell des Raumschiffs Reliant wurde in Leichtbauweise realisiert und war deshalb viel einfacher zu handhaben als das große Modell der Enterprise, das von acht Menschen bewegt werden musste und wegen der komplizierten Verkabelungen ein fragiles Innenleben hatte. Bei den Dreharbeiten wurden die Modelle vor einem Blue Screen fixiert. Eine computergesteuerte Kamera bewegte sich um das Modell, um auf Film die Illusion eines fliegenden Raumschiffs zu kreieren. Für die Zerstörung der Reliant durch den Beschuss der Enterprise brachte das Team ein vergrößertes Modell des jeweiligen Teils zur Explosion. Der Vorgang wurde mit einer Hochgeschwindigkeitskamera gefilmt, um bei langsamerer Wiedergabe den Eindruck eines größeren Maßstabs entstehen zu lassen. Sprühende Funken, wie sie nach der Abtrennung einer Antriebsgondel zu sehen sind, wurden per Hand animiert.
Abgesehen von den Raumschiffmodellen wurde auch der die Genesis-Höhle enthaltende Planet in zwei Größen gebaut. Das eine Modell hatte ein Gewicht von über 300 Pfund, das andere, kleinere war eine Halbkugel. Szenen in der paradiesischen Landschaft der Genesis-Höhle waren schwer zu realisieren. Die nur wenige Dutzend Quadratmeter kleine Kulisse musste in ein Matte Painting eingepasst werden, das einen Raum von etwa 100 Meter Breite simulierte. Als Grundlage diente ein Hintergrundgemälde, welches von den Urwaldimpressionen des Malers Frank Church inspiriert war. Durch weitere klassische Tricktechniken wurden dabei ein Wasserfall und Sonnenstrahlen nachgestellt. Auch der Mutara-Nebel entstand durch eine alte, aber effektive Tricktechnik in einem Wolkentank. Dabei wird eine Latexlösung in ein mit Wasser gefülltes Aquarium injiziert. In die dadurch entstehenden, dreidimensionalen abstrakten Muster kopierten die Trickexperten die abgefilmten Raumschiffmodelle hinein.
Für die Darstellung der schweren Brandverletzungen fand Make-up-Spezialist Werner Keppler eine eigene Lösung: Statt aufwendiger Latexmasken trug er Gelatine auf die Haut der Schauspieler auf und konnte so die Maskenzeiten deutlich reduzieren. Die Ceti-Aale, reptilienartige Kreaturen, deren Junge in die Ohren von Chekov und Terrell kriechen, waren Puppen, die Ken Ralston von der Unterseite durch Stäbe bewegte. Die nicht erwachsenen Aale waren bemalte Schaumstoff-Stücke, die mit einem Faden über die Wangen der Darsteller gezogen wurden. Für Detailaufnahmen des in beziehungsweise aus dem Ohr Chekovs kriechenden Tiers fertigte das Team eine große Nachbildung von Walter Koenigs Ohr an.
Für nachhaltigen Eindruck bei Publikum und Experten sorgte die Umsetzung des Genesis-Effekts. In der etwa einminütigen Sequenz umkreist eine Kamera einen kargen, leblosen Planeten, während sich dessen Oberfläche in eine paradiesische Landschaft verwandelt. Diese Szene gilt als erster Einsatz von komplett mit dem Computer generierten Bildern (CGI) in einem Spielfilm, nachdem partielle CGI-Effekte bereits in den Filmen Star Wars und Tron verwendet wurden. Das Team einer Unterabteilung von ILM wollte das Potential der neuen Technik demonstrieren. Zehn Computergrafiker unter der Leitung von Ed Catmull arbeiteten rund sechs Monate an dieser und den Einstellungen des Retina-Scans unmittelbar davor. Aus dieser Abteilung ging später Pixar hervor. Neu war auch die Verwendung computergenerierter Hintergrundbilder. Der Vorspann des Films führt den Zuschauer auf einen Flug durch den Weltraum. Jim Veilleux programmierte für diese Sequenz 6000 Sterne, deren Positionen sich unter der Berücksichtigung ihrer vermeintlich unterschiedlichen Entfernungen relativ zur Fortbewegung der Kamera veränderten.
Neben ILM war an der Entstehung optischer Spezialeffekte die Firma Visual Concepts Engineering (VCE) beteiligt. Sie steuerte die Sequenzen bei, die den Abschuss und die Wirkung von Strahlenwaffen zeigen, sowie das Licht, das von dem geöffneten Reaktor ausgeht, der gegen Ende des Filmes zu sehen ist. VCE entwarf auch den Beameffekt. Erstmals konnten die Figuren sich während des Beamvorgangs bewegen.

### Nachbearbeitung

#### Endschnitt
Der knappe Zeitplan und der festgesetzte Premierentermin zwang Meyer, parallel zu den Dreharbeiten am Schnitt zu arbeiten. Auf zeitraubende Experimente musste er dabei verzichten. Zu seinem Missfallen erfuhr er in der Zeit des Endschnitts, dass die Verantwortlichen seinen ursprünglich geplanten Titel Star Trek II: The Undiscovered Country ohne Rücksprache in Star Trek II: The Wrath of Khan änderten.
Auch nach den Testvorführungen manifestierte sich bei Harve Bennett und dem Studio der Wunsch, Spocks Tod weniger endgültig erscheinen zu lassen als ursprünglich geplant: Das Publikum reagierte zu bedrückt auf das Ende des Films. Die zuversichtliche Stimmung am Set und bei Leonard Nimoy spornte zudem Bennetts Hoffnung auf weitere Fortsetzungen an – mit Spock als bleibender Hauptfigur des Franchise.
Eine abgeänderte Schlusssequenz sollte die Möglichkeit einer Rückkehr Spocks offen halten: Der Sarg mit Spock verglühte nicht bei Eintritt in die Atmosphäre des Genesis-Planeten, sondern kam inmitten der neu geschaffenen, paradiesischen Landschaft zum Liegen. Nicholas Meyer wehrte sich mit aller Kraft gegen diesen neuen Schluss, der seiner Ansicht nach die Wirkung und Glaubwürdigkeit der Geschichte unterminierte, doch unterlag er im heftigen Streit mit dem Studio. Statt Meyer drehte der mit Werbefilmen erfahrene Robert Sallin die neue Abschlusssequenz mit einem Außenteam im Golden Gate Park. Zudem änderte Bennett den letzten Logbucheintrag Kirks, der nun betonte, dass Genesis „Leben aus dem Tod“ bedeute. Als letzten Schlusspunkt sprach Leonard Nimoy als Spock nun eine leicht abgewandelte Fassung der bekannten einleitenden Worte “Space. The final frontier…” (deutsch: „Der Weltraum. Unendliche Weiten…“), um die Hoffnung der Zuschauer auf eine Fortsetzung mit Spock weiter zu erhöhen.
In einer anderen Auseinandersetzung den Endschnitt betreffend konnte sich Meyer allerdings durchsetzen: Die Aussöhnung zwischen Kirk und seinem Sohn David blieb trotz deutlicher Einwände der Studioleitung – Barry Diller sagte hierzu: “It stinks!” – Teil seines Films.
Andere Subplots fielen in der Kinofassung allerdings der Schere zum Opfer: Saaviks Abstammung (halb Vulkanierin, halb Romulanerin) wurde schließlich ebenso wenig erwähnt wie die Verwandtschaft Scottys mit dem jungen Kadetten, der nach Khans erstem Angriff vor den Augen Scottys und Kirks stirbt. Letztere Szene fügte Regisseur Meyer in der Fernsehfassung für ABC und in der 2002 veröffentlichten Director’s-Edition-DVD neben anderen kleineren Ergänzungen wieder ein.

#### Musik
Aufgrund des begrenzten Budgets kam eine erneute Zusammenarbeit mit Jerry Goldsmith, der den ersten Film vertont hatte, nicht in Frage. Stattdessen fiel die Wahl auf den jungen und ehrgeizigen Komponisten James Horner, der bisher hauptsächlich Musik für billige Horrorfilme geschrieben hatte. Der 28-jährige hatte nur knapp fünf Wochen Zeit, die Hauptarbeiten an der Komposition abzuschließen. Da der Film parallel geschnitten wurde, musste Horner dabei großteils auf die verfügbaren Rohschnitte einzelner Szenen zurückgreifen.
Um die Verbindung zur originalen Fernsehserie herauszustreichen, die vor allem Produzenten Bennett wichtig war, baute Horner wieder die von Alexander Courage komponierte Star-Trek-Fanfare Where No Man Has Gone Before prominent in die Titelmelodie ein. Bei Star Trek: Der Film hatte man auf das bekannte Thema aus der Fernsehserie weitgehend verzichtet. Darüber hinaus machte Horner keinerlei Anleihen an vorangegangenen musikalischen Bearbeitungen für Star Trek. Nach den Vorstellungen Nicholas Meyers sollte sich die Musik an Seefahrerabenteurern orientieren, etwa dem Soundtrack von Meuterei auf der Bounty und ähnlichen Filmklassikern. Uneinig waren sich Horner und Bennett bezüglich der Verwendung des Stückes Amazing Grace: Horner war gegen die Verwendung bei Spocks Beisetzung, doch Bennett bestand darauf, nachdem er es bei einer Beisetzung eines hohen britischen Militärs gehört hatte.
Für die Einspielung der Filmmusik gestattete das Studio nach Meyers Drängen überraschend ein 90 Musiker umfassendes Orchester, obwohl anfangs ein billigerer Synthesizer zum Einsatz kommen sollte. Die Einspielung der über 70 Minuten langen Filmmusik dauerte fünf Tage. Über das Ergebnis seiner Arbeit äußerte sich Horner sehr zufrieden und lobte die außergewöhnlich produktive Zusammenarbeit mit Nicholas Meyer, der aus einer Musikerfamilie stammt.

## Synchronisation
Die deutsche Synchronisation übernahm die Berliner Synchron Wenzel Lüdecke nach einem Dialogbuch von Jürgen Neu unter der Dialogregie von Wolfgang Schick. Für den Film wurden einige der originalen Synchronsprecher verpflichtet. Manfred Schott, die eigentliche deutsche Stimme von Dr. McCoy, verstarb, noch bevor er seinen Part einsprechen konnte. Seine Rolle übernahm Christian Rode. William Shatner wurde diesmal nicht wie gewohnt von Gert Günther Hoffmann, sondern von Klaus Sonnenschein synchronisiert. Bei der Synchronisation der neuen Szenen war Sven Plate verantwortlich.
| Rollenname                                     | Darsteller        | Deutsche Synchronstimme                        |
| ---------------------------------------------- | ----------------- | ---------------------------------------------- |
| Admiral James T. Kirk                          | William Shatner   | Klaus Sonnenschein                             |
| Mr. Spock                                      | Leonard Nimoy     | Herbert Weicker, Norbert Gescher (neue Szenen) |
| Dr. Leonard „Pille“ McCoy                      | DeForest Kelley   | Christian Rode                                 |
| Lieutenant Commander Montgomery „Scotty“ Scott | James Doohan      | K. E. Ludwig, Kaspar Eichel (neue Szenen)      |
| Lieutenant Commander Hikaru Sulu               | George Takei      | Helmut Gauß                                    |
| Lieutenant Pavel Chekov                        | Walter Koenig     | Elmar Wepper, Stefan Staudinger (neue Szenen)  |
| Lieutenant Commander Uhura                     | Nichelle Nichols  | Joseline Gassen                                |
| Dr. David Marcus                               | Merritt Butrick   | Ulrich Matthes                                 |
| Dr. Carol Marcus                               | Bibi Besch        | Almut Eggert                                   |
| Lieutenant Saavik                              | Kirstie Alley     | Susanna Bonasewicz                             |
| Khan Noonien Singh                             | Ricardo Montalbán | Heinz Petruo                                   |
| Captain Clark Terrell                          | Paul Winfield     | Jürgen Kluckert                                |
| Peter Preston                                  | Ike Eisenmann     | Stefan Krause                                  |
| Jedda                                          | John Vargas       | Thomas Petruo                                  |
| Commander Kyle                                 | John Winston      | Heinz Fabian                                   |
| Joaquim                                        | Judson Scott      | Lutz Riedel                                    |

### Fehler der Synchronisation
In der Szene, in der Kirk mit Carol Marcus über ihren Sohn spricht (74. Minute) wird in der Synchronisation fälschlicherweise der Eindruck erweckt, dass Kirk nichts von der Existenz seines Sohnes wusste.
Admiral Kirk: „Du hast es so gewollt. Ich hab' mich ferngehalten. Wieso hast du es mir nicht gesagt?“

Der englische Originaltext lautet:
Admiral Kirk: „I did what you wanted. I stayed away. Why didn't you tell him?“
Die Tatsache, dass Kirk schon von der Schwangerschaft Carols wusste, wird in der neunten Folge der zweiten Staffel von Star Trek: Strange New Worlds bestätigt, da Kirk dieses La’an Noonien-Singh gegenüber erwähnt.

In der Szene, in der die Mannschaft von Regula auf die Enterprise zurückkehrt, gibt es in der 87. Minute der Blu-ray Disc den folgenden Dialog:
Admiral Kirk: „Paragraph 46a: wenn während eines Gefechtes Nachrichten übertragen werden …“
Lt. Saavik: „… sind verschlüsselte Meldungen in jedem Fall untersagt.“
Der englische Originaltext lautet:

Admiral Kirk: „Regulation 46a: if transmissions are monitored during battle …“
Lt. Saavik: „… no uncoded messages on an open channel.“
Die deutsche Synchronisation hat damit das Gegenteil dessen übersetzt, was gesagt wurde.

## Filmanalyse

### Inszenierung

#### Dramaturgie
Der Film schließt zwar an eine Fernsehepisode an, doch muss man weder diese noch irgendeine andere Folge von Star Trek kennen, um der Handlung folgen zu können. Meyer ließ zu Filmbeginn eine Texttafel mit der Zeitangabe „Im 23. Jahrhundert“ einblenden, womit er die Orientierung für jene Zuschauer, die mit Star Trek nicht vertraut waren, weiter erleichtern wollte.
Eine besondere dramaturgische Funktion wird der neuen Figur Lieutenant Saavik zuteil: In ihrer Unerfahrenheit kann Captain Spocks Protegé als Identifikationsfigur des Zuschauers dienen. Ähnliches gilt für Captain Terrell, der zu Beginn des Films auf Khan trifft, ohne dessen Vergangenheit zu kennen. Die Eigenständigkeit dieses Sequels geht so weit, dass die Ereignisse des Vorgängerfilms Star Trek: Der Film völlig ignoriert werden. So ist etwa die Ausgangssituation der Hauptfigur Kirk dieselbe: Wieder hadert er mit seinem Admiralsposten, der ihm Abenteuer auf „seinem“ Raumschiff verwehrt.
Titelgebender Hauptplot ist Khans Rachsucht. Obwohl Khan nur verhältnismäßig selten in Erscheinung tritt, ist seine Jagd auf Kirk das treibende Element der Handlung. Dabei stehen sich die Feinde nie persönlich gegenüber: Sämtliche Konfrontationen erfolgen auf elektronischem Weg. Ein geplanter Zweikampf der Gegner mit futuristischen Waffen wurde nicht zuletzt aus Kostengründen aus dem fertigen Skript gestrichen.
Bis zur ersten Konfrontation der eindeutigen Hauptfigur Kirk mit seinem Widersacher Khan, die etwa in der zeitlichen Mitte des Filmes erfolgt, führt der Film neben anderen Motiven den Subplot rund um das Genesis-Projekt ein: Die Forschung an dieser Technologie zur Erschaffung und Zerstörung von Leben führt zur zufälligen Entdeckung Khans, der die Möglichkeit zur Flucht nutzt. Sein Streben nach der machtvollen Genesis-Technologie verstärkt Khans antagonistische Kraft und bringt darüber hinaus Kirk mit einer ehemaligen Geliebten und seinem Sohn zusammen: Beide entwickelten das Genesis-Projekt, das der besiegte Khan dazu nutzen will, als letzte Tat Kirk samt dessen Raumschiff mit in den Tod zu reißen.
Zwei ausweglose Szenarien (No-win-scenario) bilden die dramaturgische Klammer des Films: Der Kobayashi-Maru-Test zu Beginn konfrontiert Kadetten mit einer verlustreichen Situation, der durch keine Entscheidung entgangen werden kann. Mit Spocks selbstlosem Opfertod im Finale wird diese Testsituation für die Hauptfiguren, allen voran Kirk, bittere Realität. Ob jedoch Spocks Tod tatsächlich endgültig ist, bleibt der Interpretation des Zuschauers überlassen: Die letzten Einstellungen zeigen, dass sein Sarg inmitten der paradiesischen Pflanzenwelt des neu geschaffenen Genesis-Planeten zu liegen kommt, der selbst eben aus toter Materie entstanden ist. Tatsächlich fordert das Ende nach Meinung einiger Rezipienten eine Fortsetzung geradezu heraus. Doch wie Filmkritiker Roger Ebert beobachtet, wäre mit Spocks Tod ein so außergewöhnlich emotionaler Höhepunkt erreicht, dass der Film kein Ende im herkömmlichen Sinne nötig habe, um befriedigend zu wirken.

#### Visueller Stil
Während in Star Trek: Der Film die Welt im 23. Jahrhundert möglichst visionär und neuartig dargestellt werden sollte, beschritt Regisseur Meyer für Star Trek II die entgegengesetzte Richtung und schlug bewusst Brücken zur Vergangenheit. Ausgangspunkt für Meyers Interpretation war die Tatsache, dass Roddenberry Star Trek als eine Art „Captain Hornblower im Weltraum“ konzipiert hatte. Um die gewünschte maritime Atmosphäre zu kreieren, sollten die Raumschiffe wie mächtige Segelschiffe durch das All gleiten. Bei der Sequenz im Mutara-Nebel, in dem sich die beiden Raumschiffe praktisch blind gegenseitig jagen, orientierte man sich an U-Boot-Filmen. Der Film setzte sich so abermals von den populären Krieg-der-Sterne-Filmen ab, in denen die Darstellungen der Weltraumschlachten an Luftkämpfe angelehnt waren.

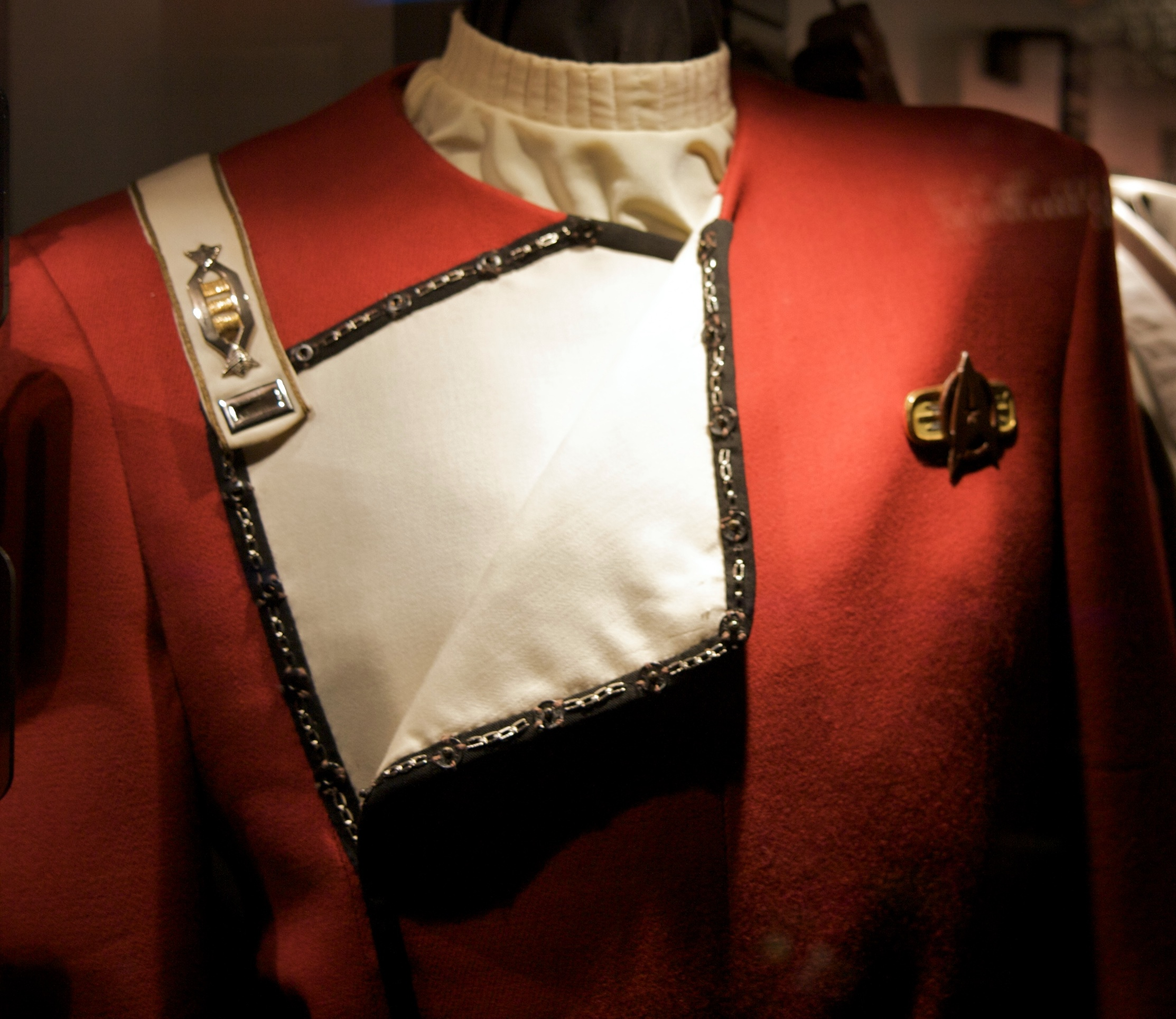
Eine neue, militärischere Uniform

Nicht Luxus, sondern Funktionalität beherrscht das neue Erscheinungsbild an Bord. Das Licht ist gedämpft und die Räume erscheinen enger. Die Sets sollten möglichst lebensnah wirken: So ließ Meyer Feuerlöscher sichtbar in die Kulisse der Kommandobrücken installieren. Er wollte auch ein Rauchen-verboten-Schild auf der Enterprise-Brücke anbringen lassen, doch untersagten ihm die Produzenten diese und ähnliche Ideen, die für die etablierte Welt Star Treks zu extrem oder unpassend erschienen. Jedoch akzeptierte Bennett die von Meyer angeregten neuen, bordeauxroten Uniformen, die sich an Uniformen napoleonischer Soldaten sowie deutscher Soldaten aus dem Zweiten Weltkrieg anlehnten und somit deutlich militärischer wirkten als je zuvor. Für die grundlegende Linie des überarbeiteten Produktionsdesigns prägte Meyer den Ausdruck „nautisch, aber nett“. Filmkritiker begrüßten diese Änderungen. Mark Altmann stellte zehn Jahre später fest: „Auch wenn es Roddenberry verärgert haben mag: Die Enterprise von einem Country Club im Weltraum in ein Kriegsschiff zu verwandeln, nutzte dem Film sehr.“
Deutlich zeigt sich Meyers Konzept in der Ausstattung von Kirks Appartement auf der Erde: Vor dem Hintergrund einer futuristischen Skyline, die durch das Fenster zu sehen ist, finden sich antiquarische Sammlerstücke wie alte Pistolen und als direkte Referenz auf Captain Hornblower das Modell eines Segelschiffs. Als Ausdruck von Kirks fortschreitendem Alter führt Meyer zu Beginn eine antiquarische Brille ein, die Kirk zum Geburtstag geschenkt bekommt. Diese und eine antiquarische Ausgabe des Buches Eine Geschichte aus zwei Städten von Charles Dickens, ebenfalls ein Geburtstagsgeschenk für Kirk, bilden ein wichtiges visuelles Leitmotiv des futuristischen Films. Die Spezialeffekte traten im Gegensatz zum Vorgängerfilm deutlich in den Hintergrund. So griff Meyer zwar aus Kostengründen auf die gleichen Aufnahmen zurück, die Kirks Shuttle bei der Fahrt zur Enterprise zeigen. Doch statt ehrfürchtig das Raumfahrzeug zu bewundern wie im ersten Film, lässt Meyer Kirk in einem Buch lesen.
Sein Konzept, in einem Science-Fiction-Film jene Elemente in Szene zu setzen, die dem Zuschauer am vertrautesten erscheinen, realisierte Meyer mit der ersten Einstellung: Sie zeigt Spocks spitzes Ohr und das prägnante Design des Raumschiffs Enterprise, das auf dem von Spock beobachteten Bildschirm zu sehen ist. Damit verband Meyer bewusst die beiden berühmtesten Elemente der Serie. Für Neugier unter einigen Zuschauern sorgte Meyer, indem er Khan während des ganzen Films seinen rechten Handschuh anbehalten ließ. Nach diesem auffälligen Detail befragt, konnte und wollte er keinen Grund dafür nennen, da er die Geschichte nur erzähle: „Ihr wisst mehr als ich… Ihr seid das Publikum.“

#### Musik
Obwohl Regisseur Meyer im Produktionsdesign die militärische Struktur der Welt Star Treks offensiv thematisierte, wollte er bei der musikalischen Untermalung davon Abstand nehmen: „Ich bin dieser ständigen Märsche [bei Science-Fiction-Filmen] müde.“ Die Filmmusik orientierte sich an Soundtracks klassischer Seefahrerfilme, etwa von Erich Korngold. Assoziationen zu großen Windjammern, die segelhissend in See stechen, sollten geweckt werden. Komponist Horner arbeitete auch Schiffsglocken in die Tonspur ein, die beim Zuschauer eher unbewusst wahrgenommen werden und die maritime Stimmung an Bord verstärken sollten. Viele Ideen gingen auf den Regisseur zurück, unter anderem die Vorgabe, anstelle eines Szenario-unabhängigen Werkes wie John Williams’ Krieg der Sterne ein maritimes Hauptthema zu erarbeiten.
Horners Werk enthält vier Leitthemen. Der Film eröffnet mit der Fanfare Where No Man Has Gone Before von Komponist Alexander Courage, die bereits die Fernsehabenteuer der Enterprise eingeleitet hatte. Produzent Harve Bennett unterstrich damit die von ihm angestrebte Treue zur etablierten Welt Star Treks. Bei Star Trek: Der Film hatte man auf dieses charakteristische Thema noch verzichtet. Nach wenigen Takten stimmt ein aufgrund seines signalgebenden Charakters typischer Tritonus das eigentliche Hauptthema an. Es wird im Verlauf des Films mit der Enterprise assoziiert und soll die von Meyer beabsichtigte Seefahrtsatmosphäre vermitteln. Die Eröffnungsmusik wird im mittleren Tempobereich gespielt.
Daneben schrieb Horner Charakterthemen für Khan und Spock. Das Khan-Thema, gut zu hören in Khan’s Pets, zeichnet sich durch Dissonanzen und ein Nebeneinander langsam und leise gespielter, sehr tiefer und hoher Töne aus, die „den Wahnsinn der Figur subtil untermalen“ sollen. Die Musik sollte bedrohlich und verstörend wirken. Im Gegensatz dazu soll die Khan beschreibende Musik „wild und heidnisch [sein], wenn er kämpft.“ In diesen Sequenzen benutzte Horner auch erstmals das Vier-Noten-Motiv, auf welches er in den folgenden 20 Jahren zurückgriff, um Gefahr zu signalisieren.
Das Thema des streng vernunftgeleiteten Spock beschrieb Horner als „das Menschliche, und nicht das Fremde betonend“. Es wurde von konventionellen Instrumenten eingespielt und soll beim Zuschauer Gefühle der Wärme und der Freundschaft hervorrufen. Das Genesis-Thema schließlich ist dynamischer. Horner wollte bewusst Assoziationen mit der Genesis-Suite, komponiert u. a. von Igor Strawinski, vermeiden, was er als zu berechenbar empfand. Stattdessen ließ er sich, eigenen Angaben zufolge, in einigen Passagen von 2001: Odyssee im Weltraum inspirieren.
Die späte Phase des Films wird von dichten Klangteppichen dominiert. Die Konfrontation im Mutara-Nebel setzte Meyer im Sinne eines U-Boot-Films in Szene. Horner untermalte dies mit unerwarteten Sforzati und schrillen, lauten Dissonanzen, um so Wetterextreme und das Fehlen von Orientierung darzustellen. Der Epilog greift nochmals das Spock-Thema auf und wird von einem Monolog Leonard Nimoys abgeschlossen, einer Variation der einleitenden Worte aus Raumschiff Enterprise. Auf diese Weise trägt die Musik eine optimistische Note zur Stimmung des Filmendes bei. Es folgt ein fließender Übergang zu den Credits im Abspann, in denen das Hauptthema wieder angestimmt wird.
Hauptthemaⓘ
Nebenthema des Hauptthemasⓘ
Nebenthema des Hauptthemas, kurze Fassungⓘ

### Themen und Motive

#### Mythos, Alter und Verlust
Im Kern ist Star Trek II eine Geschichte darüber, Verlust zu akzeptieren. Die Einstiegssequenz macht das deutlich: Lt. Saavik, junge angehende Kommandantin, muss sich dem Kobayashi-Maru-Test stellen. Sie kommt während eines Simulationsflugs in ein unlösbares Dilemma, in dem sie durch ihre Entscheidung den Tod der Besatzung eines anderen Raumschiffes (Kobayashi Maru) oder den der eigenen Mannschaft in Kauf nehmen muss. Der Test zwingt die Teilnehmer, sich einer ausweglosen Situation zu stellen. Das Verhalten in einer solchen Situation offenbart den Charakter.
Im Augenblick der verlorenen Weltraumschlacht führt Regisseur Meyer die Legende Kirk auf mystifizierende Art und Weise ein: Sein erstes Auftreten zeigt ihn im blauen Gegenlicht eines Projektors, was der Figur eine leuchtende Aura verleiht. Durch das metaphorische Eingreifen des Helden wird zugleich die Katastrophe der verlorenen Weltraumschlacht als Schein entlarvt. Kirks Heldenstatus wird dann im weiteren Verlauf des Films konsequent demontiert. Er belehrt die unerfahrene Saavik, es sei wichtig, neben dem Leben auch den Tod zu meistern. Später offenbart sich aber, dass Kirk gar nicht weiß, wovon er spricht, da er bisher jede ausweglose Situation in seinem Leben umgangen hat. So hatte er zwar als einziger Kadett das Testszenario erfolgreich gelöst – doch, wie sich herausstellt, nur deshalb, weil er die Programmierung heimlich änderte. Auch in der Fernsehserie hatte Kirk gern geblufft, um brenzligen Situationen zu entkommen. Nun hat er Schwierigkeiten, sich damit abzufinden, die Hälfte seines Lebens hinter sich zu haben. Zum Geburtstag bekommt er wegen seiner einsetzenden Sehschwäche eine Brille geschenkt, und dass sein Raumschiff nun als Schulschiff für junge Kadetten dient, auf dem er nicht mehr gebraucht wird, verstärkt Kirks Eindruck, die beste Zeit hinter sich zu haben. Sein Verhalten wandelt sich im Laufe des Films folgerichtig vom überheblichen Gestus zur Bescheidenheit.
Die Demontage des Mythos um Kirk und seine Crew weist durch den Bruch mit vertrauten Regeln einige Parallelen zum Spätwestern auf: Der Held muss Schwächen eingestehen, und neue Identifikationsfiguren wie Saavik und David Marcus stehen seinem Selbstverständnis skeptisch gegenüber. Durch diese Differenzierung gewinnen die Hauptrollen im Vergleich zur Fernsehserie an Tiefe und Facetten. Der Mythos geht jedoch durch die Konfrontation mit Khan nicht verloren, sondern wird in Analogie zur Weiterentwicklung des Western erneuert: Kirk fungiert als gealterter Sheriff weit hinter der Frontier, der durch die Konfrontation mit Khan noch einmal seinem Ruf gerecht werden kann.
Zum Ende des Films fühlt er sich nicht mehr alt und ausgebrannt, sondern jung. In seiner zweiten Lebenshälfte können noch viele weitere, vielleicht aufregendere Erfahrungen auf ihn warten. Diese Bewusstseinsänderung Kirks wird vor allem durch den Tod seines besten Freundes ausgelöst: Spock opfert sein Leben für das der Schiffsbesatzung. Es ist Kirks erste echte Konfrontation mit dem Tod, sein persönlicher Kobayashi-Maru-Test.
Obwohl Spock sein Leben verliert, scheint er mit Verlust am besten umgehen zu können. Mit seiner stoischen Loyalität gegenüber Freunden und nicht zuletzt seiner Logik scheint er auf den Tod vorbereitet. Schon in der Fernsehserie hatte Spock immer wieder sein Leben riskiert, um andere zu schützen. Demnach hatte er – entgegen seiner Aussage im Film – den Kobayashi-Maru-Test bereits mehrmals angetreten. McCoy, sein emotionales Gegenstück, meinte in der Folge Bread and Circuses (Brot und Spiele) zum Vulkanier, er habe wohl deshalb so wenig Angst vor dem Tod, weil er das Leben mehr fürchte. Doch scheint sein freiwilliger Tod nicht Folge eines Todeswunsches zu sein, sondern die Konsequenz seiner logischen Ethik – und der Wertschätzung der Menschen um ihn herum: „Das Wohl von vielen wiegt schwerer als das Wohl von wenigen, oder eines einzelnen.“
Auch Khan muss mit einem schmerzhaften Verlust kämpfen. Der einst mächtige Tyrann wurde verbannt; seine Geliebte starb im Exil. Seinen Weg der Rache geht er mit fataler Konsequenz: Um Kirks Vernichtung zu erreichen, akzeptiert er den eigenen Tod. Laut Roger Ebert empfindet der Zuschauer für den wahnsinnigen Khan dank Montalbans Darstellung auf eigenartige Weise Mitgefühl: „Er spielt seine Figur als Mann mit tief verletztem Stolz, dessen Hass auf Admiral Kirk stärker ist als sein typischer Wunsch als Bösewicht, das Universum zu beherrschen.“ Khan zündet den Genesis-Torpedo, um die Enterprise zu vernichten. Spock stirbt, als er das Schiff vor dessen Explosion rettet; zeitgleich wird ein neuer Planet geboren. Dass Verlust und Gewinn, Leben und Tod, nah beieinander liegen, kulminiert im Genesis-Projekt.

#### Seefahrt und Literatur
Khan und dessen Gefolge erinnern nicht nur in ihrem Erscheinungsbild an Piraten; sie kapern ein Raumschiff und „segeln“ unter falscher Flagge, um den Gegner mit einem Überraschungsangriff zu überwältigen. Auch weitere Hinweise fügen sich harmonisch in die Konzeption des Films in der Manier eines Hochseeabenteuers ein. Khans Hauptmotiv für die Rache an Kirk ist der Tod seiner Frau, den er Kirk anlastet. Dies ist ein Verweis auf Kapitän Nemo aus Jules Vernes 20.000 Meilen unter dem Meer. Ein bedeutungsvoller Zoom zeigt Paradise Lost, König Lear und Herman Melvilles Moby Dick in Khans Bücherregal. Regisseur und Drehbuchautor Meyer bezieht sich bei der Gestaltung Khans sowohl auf Satan, der aus dem Paradies verjagt wurde, als auch auf König Lear. Doch besonders Moby Dick und Kapitän Ahab sind eine unübersehbare Inspirationsquelle des Films.
Khan paraphrasiert den rachsüchtigen Ahab, der bei seiner Jagd nach dem verhassten „Weißen Wal“ schließlich selbst qualvoll stirbt. Khan als Kapitän Ahab verfolgt trotz seiner wiedererlangten Freiheit Kirk in blinder Rachsucht. Im Finale spiegelt sich die Literaturvorlage im Film besonders deutlich wider: Wenn Ahabs Schiff sinkt, wird Khans Schiff im Mutara-Nebel zerstört; wenn Ahab ertrinkt, um den Wal mit seiner Harpune zu malträtieren, aktiviert Khan sterbend den Genesis-Torpedo. Dabei gibt Khan die letzten Worte Ahabs wieder: “To the last I will grapple with thee … For hate sake … I spit my last breath at thee!” (in der deutschen Fassung: „Bis ans Ende würde ich mit dir kämpfen … Der Hass siegt jetzt … Ich speie meinen letzten Atem auf dich …“).
Es findet sich noch eine weitere Parallele zu Moby Dick: Im Roman weiß der exotische Walfänger Queequeg nach mystischen Ritualen um seinen herannahenden Tod, dem er nun schweigsam und in Würde entgegensieht. Auch Spock scheint seinen Tod zu ahnen und seinen Freund darauf vorzubereiten. Zu Beginn von Star Trek II schenkt er Kirk das Buch A Tale of Two Cities (Eine Geschichte aus zwei Städten). Charles Dickens’ Roman kulminiert im Opfertod einer Figur, um andere zu retten. Der erste und der letzte Satz daraus bilden eine Art thematische Klammer des Films. Kirk rezitiert zu Beginn: “It was the best of times, it was the worst of times.” (deutsch: „Es war die beste aller Zeiten, es war die schlechteste aller Zeiten.“) Darin spiegelt sich das Ende des Films wider: Zwar ist Spock tot, doch Kirk hat in David einen Sohn gewonnen. Darüber hinaus gibt es das Phänomen des neu geschaffenen Genesis-Planeten zu bewundern.
Ein Zitat aus diesem Buch schließt den Film und bezieht sich wieder auf Spocks Tod: “It’s a far, far better thing I do than I have ever done before. A far better resting place that I got to than I’ve ever known.” (deutsch: „Es ist viel, viel besser als alles, was ich je getan habe. Ein viel besserer Ruheort, als ich ihn je kannte.“) Kirk glaubt nun zu wissen, dass Spock ihm dies mit seinem Geschenk sagen wollte. Letzten Endes ist auch die Darstellung von Spocks Beisetzungsszene eine Referenz an die Seefahrt.

#### Gentechnik und Genesis
Der Plot um das Genesis-Projekt entspricht zeitgemäßen Ängsten der 1980er Jahre vor einer nicht mehr zu kontrollierenden Technik, die neben revolutionären Errungenschaften auch gefährliche Vernichtungswaffen hervorbringt. Mit der Bezeichnung „Genesis“ wird jedoch auch eine Verbindung zu religiösen Motiven hergestellt, da sich die Menschheit mit der Erschaffung neuen Lebens in eine Gottheiten vorbehaltene Domäne begeben hat. Der Dualismus zwischen Nutzen und Gefahr technischen Fortschritts, wie auch die Anmaßung der Menschheit wird dem Zuschauer durch die grundverschiedenen Reaktionen vergegenwärtigt, die Spock und McCoy nach der Ansicht der Videodemonstration zeigen. Im Gegensatz zum faszinierten Spock zeigt sich McCoy tief verstört über die präsentierte Macht des Genesis-Projekts. Gleichzeitig offenbart sich eine Parallele zwischen dem Genesis-Projekt und Khan, der als genetisch manipulierter Widersacher selbst den technischen Fortschritt im Bereich der menschlichen Neuerschaffung von Leben verkörpert, die sich gegen den eigenen Schöpfer gerichtet hat. Die in Der Zorn des Khan aufgegriffene Thematik von Leben, Tod und Auferstehung fand ihre Fortsetzung in Star Trek III.

## Veröffentlichung
Star Trek II feierte am 4. Juni 1982 Premiere. Um sich vom Vorgängerfilm abzuheben, wurde zunächst ein neuer Schriftzug für das Logo gestaltet. Doch die Plakate und das weitere Marketingmaterial warben schließlich mit einem Logo, das auf jenem des ersten Star-Trek-Films basiert. Im Vergleich zu dem immensen Aufwand anlässlich der Premiere des ersten Films nahm sich das Marketing bescheiden aus. So hielt sich auch das Angebot an Merchandising-Artikeln in überschaubaren Grenzen. Dennoch brachte das Startwochenende einen neuen Einnahmerekord in den Vereinigten Staaten.
Die meisten US-Kritiker reagierten positiv auf diese neue Leinwandadaption: Die New York Times stellt eingangs fest: „Ja, das kommt der Sache schon näher,“ und fährt fort: „Der Film ist alles, was der erste hätte sein sollen, aber nicht war.“ Auch Variety schloss sich der Meinung an, dass in dieser weit günstigeren Produktion der Geist und die Qualität der beliebten Fernsehserie viel besser eingefangen werde: „Star Trek II ist ein sehr befriedigendes Weltraumabenteuer.“ Dass diesmal nicht Spezialeffekte, sondern die Figuren im Mittelpunkt standen, wurde etwa von Roger Ebert mit Wohlwollen festgestellt. Wie viele andere Kritiker lobte er Ricardo Montalbans starke Darstellung: „…nur ein großartiger Gegenspieler macht aus einem guten Film einen Triumph.“
Weniger begeistert war ein Rezensent des Time Out Film Guide, der „Comicstrip-Aktion“ monierte: „Der von vornherein auf die Trickkiste seines Vorgängers setzende Film bemüht sich, ein mäßig affektiertes Melodram zu sein.“ Freundlich urteilt Richard Schickel, der seine Besprechung im Time Magazine mit der Feststellung schließt, dass man das Kino zwar weder enttäuscht noch aufgeregt, aber in dem guten Gefühl verlasse, gute Freunde so gut altern gesehen zu haben. Mit rund 85 Millionen Dollar Gesamteinnahmen in den USA zählte der Film, der eine Woche vor Steven Spielbergs E.T. in die Kinos kam, zu den zehn erfolgreichsten Filmen des Jahres.
Die Premiere in Deutschland am 5. November 1982 wurde hingegen vom überwiegenden Teil von Presse und Publikum kaum zur Kenntnis genommen. So erreichte der Film etwa 500.000 Bundesbürger, während die Wiederaufführung von Krieg der Sterne mehr als 1,2 Millionen sahen Wohlwollende deutschsprachige Kritiken stellten ebenfalls eine Verbesserung gegenüber dem Vorgängerfilm fest. Norbert Stresau lobte im Filmbeobachter die „bemerkenswert folgerichtige, durchdachte und witzige Handlung“ und begrüßte die unaufdringlichen, aber „sagenhaften“ Tricks der Firma ILM. Der Film zeichne sich durch seinen Optimismus aus und setze so einen Kontrapunkt zu anderen zeitgenössischen Werken des Genres wie etwa Blade Runner.
Einige Rezensionen sprachen der Serie und dem Film allerdings jede Qualität ab. So schrieb der Fischer Film Almanach (1983) von einem „faden Aufguss der primitiv zusammengeschusterten Abenteuer der inzwischen doch recht alt gewordenen Raumschiffbesatzung.“ Auch Joe Hill vom film-dienst erkannte nicht mehr als eine „Spielerei für Kinder“, beobachtete aber auch „pseudowissenschaftliches Geschwätz“ und eine „pseudophilosophische Überhöhung einer doch recht albernen Geschichte“, die zu viel der genretypischen Brutalität beinhalte.

## Einordnung und Nachwirkungen
Star Trek II gilt heute als wichtigster Film des Star-Trek-Franchise: Sein Erfolg sicherte den Fortbestand der Serie im Kino und prägte die nachfolgenden Produktionen stilistisch und inhaltlich.
Seine Komposition für Star Trek II war für den damals unbekannten James Horner der Beginn einer Karriere als einer der meistbeschäftigten Filmmusik-Komponisten Hollywoods. Der Film kann auch als Startpunkt der Karriere von Kirstie Alley angesehen werden, die im Gegensatz zu Leonard Nimoy nie unter einer Identifikation mit ihrer Rolle als Vulkanierin leiden musste. Leonard Nimoy selbst entschied sich angesichts des befriedigenden Ergebnisses für den Verbleib bei der Serie. Mit der direkten Fortsetzung Star Trek III: Auf der Suche nach Mr. Spock inszenierte er die Rückkehr seines Alter Egos. Nicholas Meyer zeichnete durch seine spätere Mitarbeit an Star Trek IV: Zurück in die Gegenwart (Drehbuch) und Star Trek VI: Das unentdeckte Land (Drehbuch/Regie) für die erfolgreichsten Nachfolgefilme verantwortlich.
Dem Actionfilm Kill Bill – Volume 1 von Regisseur Quentin Tarantino von 2003 ist zu Beginn jenes klingonische Sprichwort vorangestellt, das Bösewicht Khan zitiert, als er zum Feuerschlag gegen das Raumschiff Enterprise ausholt: „Die Rache ist ein Gericht, das am besten kalt serviert wird.“ Von der Metal-Band Prong gibt es einen Song mit dem Titel Revenge … best served cold, der sich auf dem Album Carved into stone von 2012 befindet.